# Varjače
Varjače (cyr. Варјаче) – wieś w Bośni i Hercegowinie, w Republice Serbskiej, w gminie Kotor Varoš. W 2013 roku liczyła 85 mieszkańców.